# Ochthebius tubus
Ochthebius tubus är en skalbaggsart som beskrevs av Perkins 1980. Ochthebius tubus ingår i släktet Ochthebius och familjen vattenbrynsbaggar. Inga underarter finns listade i Catalogue of Life.